# 礒谷真帆
礒谷 真帆（いそたに まほ、2002年3月22日 - ）は、日本女子プロ将棋協会（LPSA）所属の女流棋士。LPSA番号は21。千葉県習志野市出身。所司和晴七段門下。千葉県立幕張総合高等学校卒業。早稲田大学人間科学部卒業。LPSA所属の大庭美夏は母、大庭美樹は叔母。

## 棋歴

### 女流棋士になるまで
小学1年生の時に親からルールを教わり将棋を始める。
2014年に第6回中学生女子名人戦と第7回女子アマ王位戦で優勝。
2016年に第48回女流アマ名人戦で優勝。
2017年には日本女子プロ将棋協会（LPSA）の女性育成プロジェクト「GSPチャレンジ」（女子勉強会）に積極的に参加して実力を着実に伸ばす。
2018年、第22回全国高等学校将棋女子選抜大会で優勝。

### 女流棋戦ベスト8進出により女流棋士へ
2018年、第12期マイナビ女子オープンのチャレンジマッチを勝ち抜き、同棋戦の予選進出。同年7月7日の予選で山口恵梨子、島井咲緒里、里見咲紀の3名の女流棋士に同日3連勝し本戦進出を決める（ベスト16）。同年10月3日に行なわれた同棋戦の本戦1回戦で中村真梨花に勝利し、準々決勝進出（ベスト8）。アマチュア選手による「マイナビ女子オープン」ベスト8進出は「女流棋士2級昇級規定」における「該当の女流棋戦で規定の成績を獲得」の要件を満たし、女流2級で女流棋士になる資格を得た。 礒谷の資格申請書がLPSAに提出され、礒谷は2018年11月1日付でLPSA所属の女流2級となった。アマチュアとして女流棋戦に出場し所定の成績を挙げ女流棋士としてプロ入りしたのは、礒谷真帆が初の事例となる。

### 女流棋士になってから
女流棋士としてのデビュー戦は、2018年11月20日の第12期マイナビ女子オープン本戦2回戦（対岩根忍女流三段）であったが、礒谷はこの対局を制してベスト4に進出したことにより、女流初段昇段の規定「マイナビ女子オープン ベスト4」を満たし、デビュー戦で女流初段への飛び級昇段を果たした。長谷川優貴以来となるデビュー直後のタイトル挑戦の可能性も高まったが、準決勝で里見香奈に敗れて快挙はならなかった。

## 棋風
居飛車党。アマチュア時代は振り飛車を指していたときもあり、様々な戦型を指しこなせるオールラウンダーを目指したいと話している。

## 人物
- 趣味はスポーツ観戦[6]。
- 好きな駒は桂馬[6]。
- 将棋について、かけがえのない友達がたくさん作れるツールとして魅力があると話している[6]。
- 第7回女子アマ王位戦（2014年）で優勝した時にふなっしーが好きであるように話している[19]。
- 同じくLPSA所属の磯谷祐維（いそや ゆい）とは苗字の漢字も読みも異なるが[注釈 1]、「いそ」と読む石偏の漢字と「谷」を使っている点で共通していて、日本将棋連盟の公式サイトなどでは、混同を避けるために苗字のみの表記の場合は礒谷を「礒谷真」、磯谷を「磯谷祐」と表記する場合がある[20]。

## 昇段・昇級履歴
- 2018年11月01日 - 女流2級（アマとして「マイナビ女子オープン 本戦ベスト8」）[1]
- 2018年11月20日 - 女流初段（〈女流1級 飛び級〉マイナビ女子オープン ベスト4、女流通算1勝0敗）[15]

## 主な成績

### 在籍クラス
| 2021 | 1 | 順位決定トーナメント戦39位 | 順位決定トーナメント戦39位 | 順位決定トーナメント戦39位 | 順位決定トーナメント戦39位 | 順位決定トーナメント戦39位 |     |
| 2022 | 2 |                            |                            |                            | C18                        |                            | 5-3 |
| 2023 | 3 |                            |                            |                            | C08                        |                            | 4-4 |
| 2024 | 4 |                            |                            |                            | C11                        |                            | 2-6 |
| 2025 | 5 |                            |                            |                            |                            | D01                        |     |
| 女流順位戦の 枠表記 は挑戦者。右欄の数字は勝-敗(番勝負/PO含まず)。 順位戦の右数字はクラス内順位 ( x当期降級点 / *累積降級点 / +降級点消去 ) |   |                            |                            |                            |                            |                            |     |

### 年度別成績
| 年度             | 対局数 | 勝数 | 負数 | 勝率   | (出典) | 女流通算成績 | 女流通算成績 | 女流通算成績 | 女流通算成績 | 女流通算成績 |
| ---------------- | ------ | ---- | ---- | ------ | ------ | ------------ | ------------ | ------------ | ------------ | ------------ |
| 2018年度         | 9      | 4    | 5    | 0.4444 | [ 21 ] | 対局数       | 勝数         | 負数         | 勝率         | (出典)       |
| 2019年度         | 14     | 4    | 10   | 0.2857 | [ 22 ] | 23           | 8            | 15           |              |              |
| 2020年度         | 15     | 5    | 10   | 0.3333 | [ 23 ] | 38           | 13           | 25           |              |              |
| 2018-2020 (小計) | 38     | 13   | 25   |        |        | 女流通算成績 | 女流通算成績 | 女流通算成績 | 女流通算成績 | 女流通算成績 |
| 年度             | 対局数 | 勝数 | 負数 | 勝率   | (出典) | 対局数       | 勝数         | 負数         | 勝率         | (出典)       |
| 2021年度         | 25     | 12   | 13   | 0.4800 | [ 24 ] | 63           | 25           | 38           | 0.3968       | [ 25 ]       |
| 2022年度         | 24     | 10   | 14   | 0.4166 | [ 26 ] | 87           | 35           | 52           | 0.4022       | [ 27 ]       |
| 2023年度         | 22     | 10   | 12   | 0.4545 | [ 28 ] | 109          | 45           | 64           | 0.4128       | [ 29 ]       |
| 2024年度         | 21     | 9    | 12   | 0.4285 | [ 30 ] | 130          | 54           | 76           | 0.4153       | [ 31 ]       |
| 2021-2024 (小計) | 92     | 41   | 51   |        |        |              |              |              |              |              |
| 通算             | 130    | 54   | 76   | 0.4153 | [ 31 ] |              |              |              |              |              |
| 2024年度まで     |        |      |      |        |        |              |              |              |              |              |